# Lewes F.C.

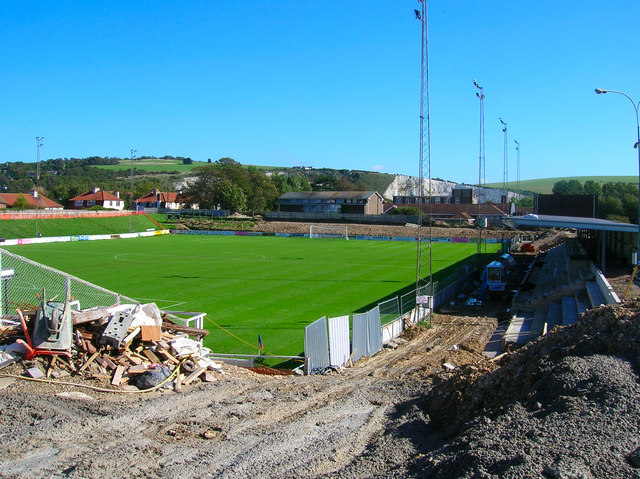
Cải tạo sân Dripping Pan

Lewes FC là một câu lạc bộ bóng đá bán chuyên nghiệp có trụ sở tại Lewes, Đông Sussex, Anh. Đội bóng hiện thi đấu tại Isthmian League Premier Division và có sân nhà ở Dripping Pan.

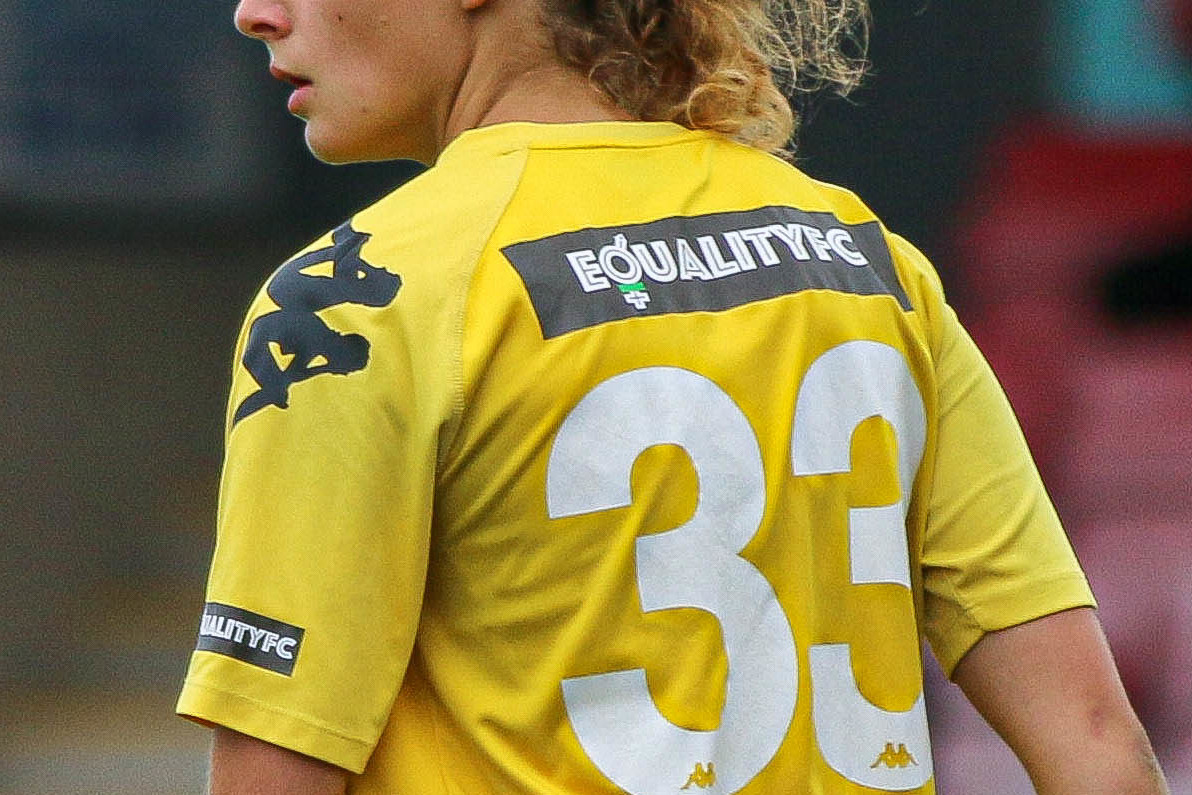
Lewes tự gọi mình là "FC bình đẳng" để ủng hộ bình đẳng giới trong bóng đá

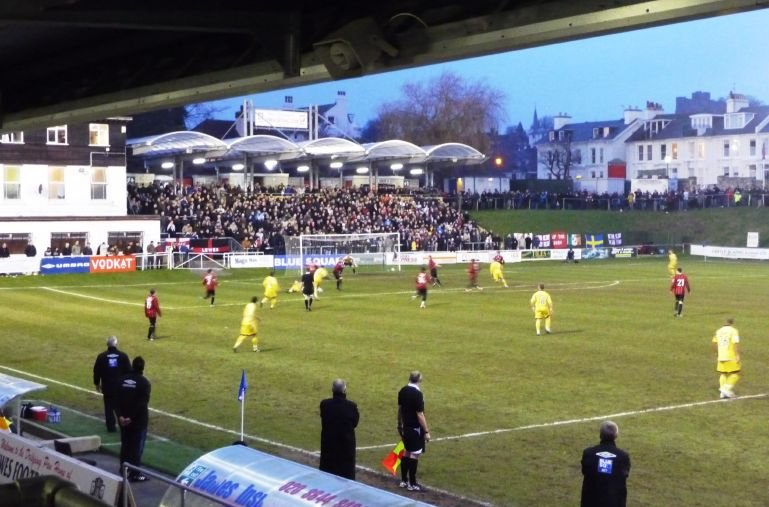
Trận đấu giữa Lewes vs Eastbourne Borough trên sân Dripping Pan, 1 tháng 1 năm 2009

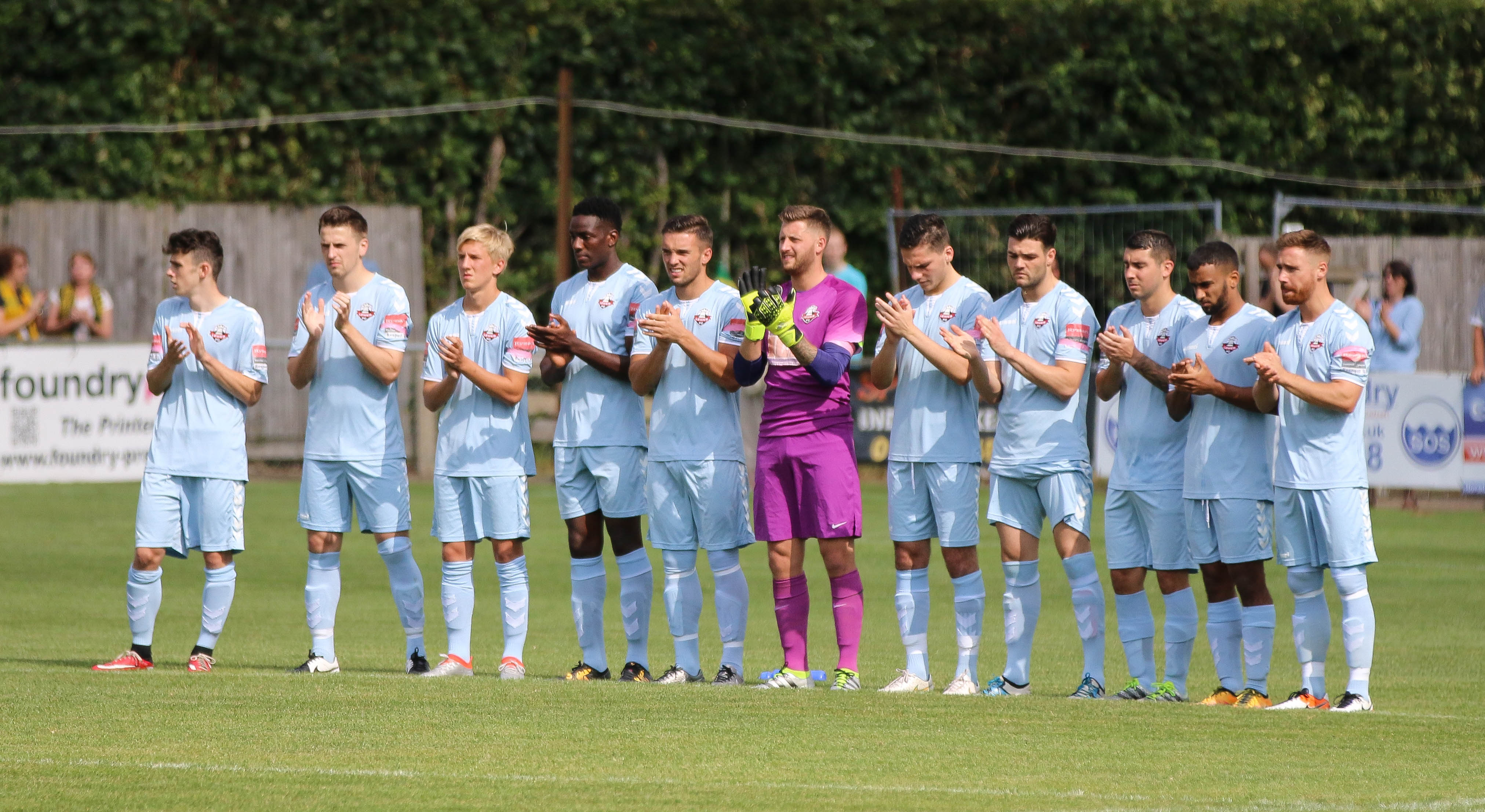
Đội hình trước trận đấu với Horsham ngày 29 tháng 8 năm 2016

## Danh hiệu
- Conference South
  - Vô địch mùa giải 2007–08
- Isthmian League
  - Vô địch Division One South mùa giải 2003–04
  - Vô địch Division Two mùa giải 2001–02
- Athenian League
  - Vô địch Division 1 mùa giải 1969–70
  - Vô địch Division 2 mùa giải 1967–68
- Sussex County League
  - Vô địch mùa giải 1964–65
  - Vô địch League Cup mùa giải 1938–39
- Mid-Sussex League
  - Vô địch các mùa giải 1910–11, 1913–14
  - Vô địch Montgomery Cup các mùa giải 1908–09, 1910–11[2]
- Sussex Senior Challenge Cup
  - Vô địch các mùa giải 1964–65, 1970–71, 1984–85, 2000–01, 2005–06[3]
- Sussex RUR Cup
  - Vô địch các mùa giải 1961–62, 1962–63, 1964–65[4]
- Sussex Floodlight Cup
  - Vô địch mùa giải 1976–77
- Supporters Direct Shield
  - Vô địch mùa giải 2012–13

## Thống kê
- Thành tích tốt nhất tại FA Cup: Vòng một các mùa giải 2001–02, 2006–07, 2007–08[5]
- Thành tích tốt nhất tại FA Trophy: Vòng ba các mùa giải 2002–03, 2003–04[5]
- Thành tích tốt nhất tại FA Vase: Tứ kết mùa giải 2001–02[5]
- Kỷ lục khán giả đến sân: 2,500 người trong trận đấu với Newhaven, Sussex County League, 26 tháng 12 năm 1947[1]
- Cầu thủ ra sân nhiều nhất: Terry Parris, 662 lần[1]
- Cầu thủ ghi bàn nhiều nhất: Pip Parris, 350 bàn[1]
- Phí chuyển nhượng kỷ lục đã trả: 2,000 bảng cho Matt Allen[1]